# Oscinisoma gilvipes
Oscinisoma gilvipes är en tvåvingeart som först beskrevs av Friedrich Hermann Loew 1858.  Oscinisoma gilvipes ingår i släktet Oscinisoma och familjen fritflugor. Arten är reproducerande i Sverige. Inga underarter finns listade i Catalogue of Life.